# كيربي دويل
كيربي دويل (بالإنجليزية: Kirby Doyle)‏ (27 نوفمبر 1932 - 5 أبريل 2003)؛ شاعر وروائي أمريكي.

## روابط خارجية
- كيربي دويل على موقع ميوزك برينز (الإنجليزية)